# SP반도체통신
SP반도체통신 주식회사는 대한민국의 반도체 제조업체이다.

## 사업장 현황
- 본사: 경기도 부천시 원미구 평천로 832번길 30
- 안산공장: 경기도 안산시 단원구 만해로 161